# پاول کروتزن
پاول جوزف کروتزن (به هلندی: Paul Jozef Crutzen) ‏ (متولد ۳ دسامبر، ۱۹۳۳، آمستردام) شیمیدان هلندی و برنده جایزه نوبل است که در سال ۱۹۹۵ به همراه فرانک رولند و ماریو مولینا از آمریکا «برای کار درباره شیمی اتمسفر به خصوص در مورد شکل گیری و تجزیه ازن»
جایزه نوبل شیمی به او اعطا شد.